# ای‌ئی‌اس هادسن استریت
ای‌ئی‌اس هادسن استریت (انگلیسی: A.E.S. Hudson Street) یک مجموعهٔ تلویزیونی کمدی آمریکایی است که در سال ۱۹۷۸ از شبکهٔ اِی‌بی‌سی پخش شد.

## بازیگران
- گرگوری سیرا
- روسانا دسوتو
- رالف مانزا
- استفان جیراش
- باب دیشی
- اف. موری آبراهام